# Христинівська міська територіальна громада
Христи́нівська міська територіальна громада — територіальна громада в Україні, в Уманському районі Черкаської області. Адміністративний центр — місто Христинівка.
Утворена 5 березня 2020 року шляхом об'єднання Христинівської міської, Верхняцької селищної, Ботвинівської, Великосевастянівської, Вербуватської, Зорянської, Івангородської, Ліщинівської, Малосевастянівської, Орадівської, Пеніжківської, Розсішківської, Сичівської, Талалаївської, Углуватської, Христинівської та Шукайводської сільських рад Христинівського району. Згідно з розпорядженням Кабінету Міністрів України від 12.06.2020 № 728-р до складу громади були включені Заячківська, Кузьмино-Гребельська, Осітнянська, Шельпахівська та Ягубецька сільські ради Христинівського району.

## Склад
До складу громади входять:
| Населений пункт           | Населення, осіб (1989) | Населення, осіб (2001) |
| ------------------------- | ---------------------- | ---------------------- |
| Багачівка, село           | 188                    | 168                    |
| Ботвинівка, село          | 525                    | 421                    |
| Велика Севастянівка, село | 3120                   | 3006                   |
| Вербувата, село           | 600                    | 431                    |
| Верхнячка, селище         | 4844                   | 4291                   |
| Веселівка, село           | 633                    | 462                    |
| Вікторівка, село          | 569                    | 228                    |
| Вільшанка, село           | 282                    | 248                    |
| Гребля, село              | 304                    | 216                    |
| Заячківка, село           | 732                    | 635                    |
| Зоряне, село              | 254                    | 254                    |
| Івангород, село           | 1370                   | 1193                   |
| Іванівка, селище          | 308                    | 347                    |
| Козаче, село              | 322                    | 275                    |
| Кузьмина Гребля, село     | 1402                   | 1337                   |
| Ліщинівка, село           | 916                    | 843                    |
| Мала Іванівка, село       | 68                     | 30                     |
| Мала Севастянівка, село   | 397                    | 365                    |
| Орадівка, село            | 912                    | 907                    |
| Осітна, село              | 927                    | 780                    |
| Пеніжкове, село           | 664                    | 608                    |
| Розсішки, село            | 1466                   | 1323                   |
| Сичі, селище              | 24                     | 7                      |
| Сичівка, село             | 1036                   | 965                    |
| Талалаївка, село          | 521                    | 517                    |
| Углуватка, село           | 899                    | 791                    |
| Хасанівка, селище         | 21                     | 6                      |
| Христинівка, місто        | 12410                  | 11528                  |
| Христинівка, село         | 2916                   | 3088                   |
| Чайківка, село            | 201                    | 148                    |
| Шельпахівка, село         | 983                    | 842                    |
| Шукайвода, село           | 973                    | 1079                   |
| Ягубець, село             | 1131                   | 1143                   |
| Яри, селище               | 72                     | 54                     |